# Hultarps station
Hultarps station var en järnvägsstation norr om Virserum, och senare lastplats respektive hållplats, på Växjö-Åseda-Hultsfreds Järnväg.
Hultarps station ligger 3,5 kilometer norr om Virserum och byggdes i syfte att transportera jordbruks- och skogsprodukter till en marknad. Stationen öppnades den 5 december 1922 inför invigningen av bandelen Virserum – Hultsfred. Det är i likhet med de övriga stationerna på denna linje uppförd i en tidstypisk nationalromantisk stil. Den har en fasad med stående träpanel i falu rödfärg. Inuti har den en mycket liten väntsal. Det finns också ett godsmagasin med lastbrygga i trä. Det fanns tidigare ett sidospår till Wirserums Nya möbelfabrik Gustaf Rambäck & Co sydväst om stationen.

## Källa
- Växjö – Hultsfred – Västerviks järnväg. Kulturhistorisk utredning av delen Hultanäs – Västervik, Meddelande 2001:26, Länsstyrelsen i Kalmar län 2002, sidorna 25–26, ISSN 0348-8748